# Molophilus atnaterta
Molophilus atnaterta là một loài ruồi trong họ Limoniidae. Chúng phân bố ở miền Australasia.